# Signe du vagin

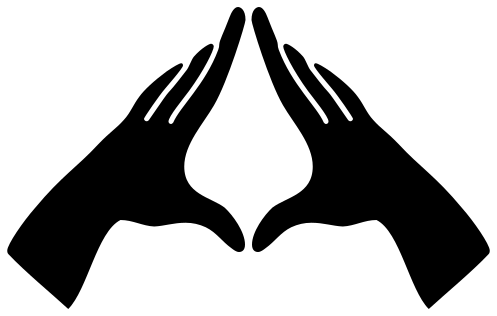
Le signe ou geste du vagin, formant un triangle avec les mains.

Le signe du vagin, ou geste du vagin, est un geste féministe symbolisant le sexe féminin. Un cerf-volant (au sens géométrique) ou un triangle équilatéral est formé en joignant l'extrémité des index et des pouces. Il est réalisé en particulier lors des manifestations appelant à légaliser l'avortement.

## Histoire
Le signe du vagin est présenté en couverture du journal « menstruel » Le torchon brûle no 3, édité par le Mouvement de libération des femmes (MLF) vers 1972. Sur cette image graphique, deux mains colorisées en violet forment un cerf-volant au centre d'un symbole féminin « ♀ » rouge sur fond blanc. La couverture est explicitée en dernière page par un article anonyme dont le titre est « Chanson de Gestes ». Le signe du poing levé, dressé notamment lors du chant de L'Internationale, y est analysé comme un symbole phallique, et l'article propose en miroir de faire le signe du vagin pour chanter L'Hymne des femmes, écrit par le MLF et présenté en page 2 du journal.
En mai 1972, lors d'une convention sur les crimes contre les femmes à la Maison de la Mutualité, à Paris, l'actrice et féministe italienne Giovanna Pala réalise ce geste sur scène, inspirée par la couverture du Torchon brûle, et le fait connaître. Il n'existe alors pas de symbole pour représenter le sexe féminin, « ni de nom ni de surnom, pas de caractère ni de littérature » (Carla Lonzi), et il est presque obscène d'en parler. Giovanna Pala est prise en photo et fait la une de l'hebdomadaire italien de gauche L'Espresso. En novembre 1972, le geste est réalisé lors du procès de Bobigny, où des femmes sont venues soutenir Marie-Claire Chevalier, âgée de 16 ans et jugée pour avoir avorté à la suite d'un viol. La défense est assurée par l'avocate Gisèle Halimi, et contribue à l'évolution vers la dépénalisation de l'interruption volontaire de grossesse (IVG) en France. Le geste est ensuite utilisé dans des manifestations appelant à légaliser l'IVG, en France et en Italie.
En 2015, la comédienne Emmanuelle Laborit indique sur Arte que le triangle avec les mains signifie « féminisme » en langue des signes française. Le geste réapparait en 2018 en Italie lors de manifestations contre les projets réactionnaires de la coalition dirigée par Matteo Salvini et Luigi Di Maio. En France, le geste est à l'affiche d'une exposition temporaire du Musée Carnavalet, « Parisiennes citoyennes », du 28 septembre 2022 au 29 janvier 2023,,. Le 4 octobre 2022, la député EELV Sandrine Rousseau se lève et effectue un triangle avec les mains lors d'un séance de questions au gouvernement à l'Assemblée nationale, au cours d'une séquence portant sur la question des violences conjugales,.

## Signification

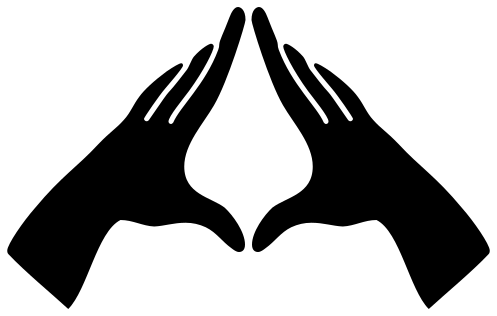
Le geste.
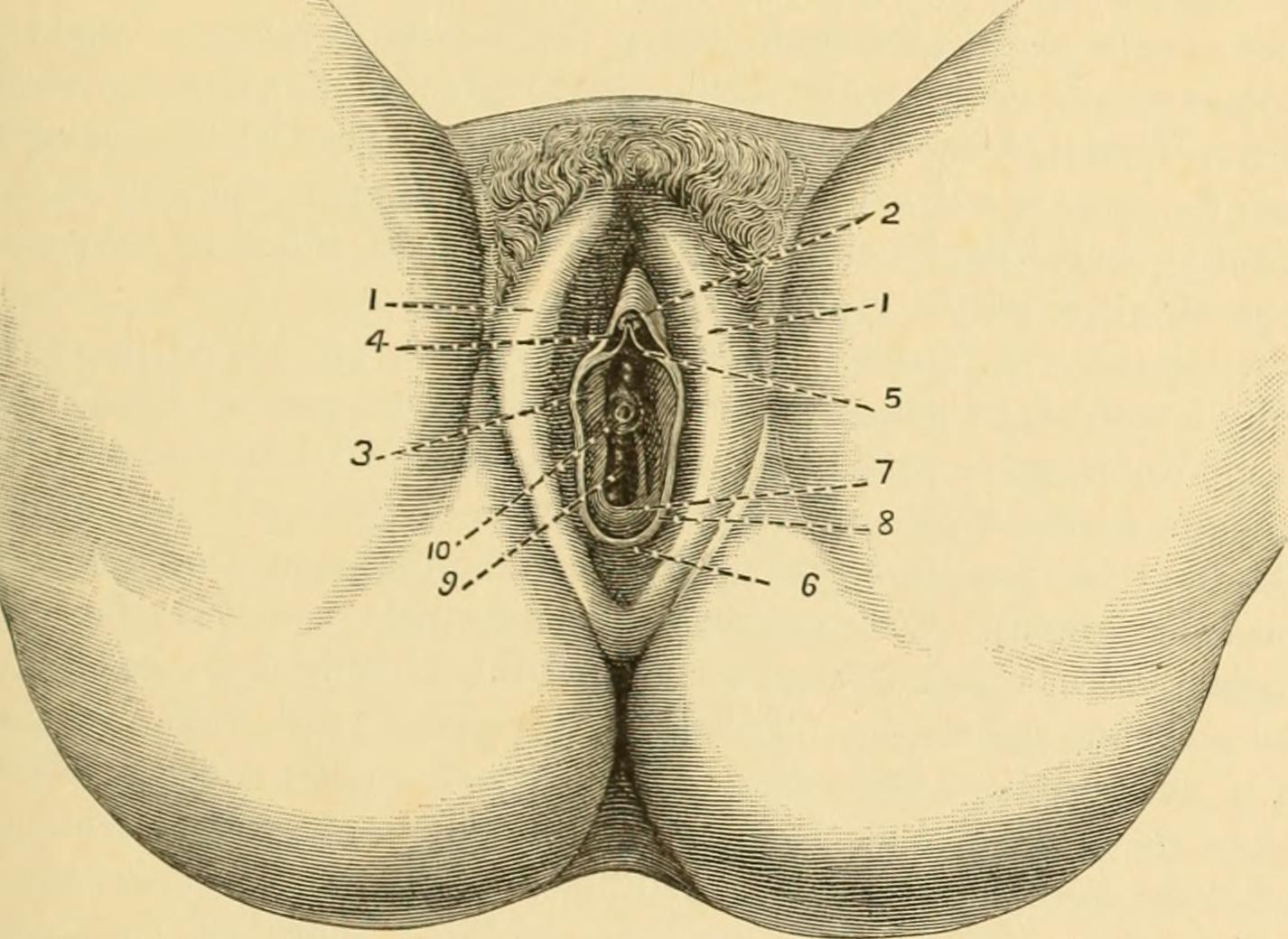
Schéma d'une vulve représentée par ce geste (extrait d'un traité de gynécologie de 1887).